# デ・リーパー
デ・リーパーは、テレビアニメ『デジモンテイマーズ』に登場する、余剰データを消去するプログラムおよび生物（?）。シリーズ構成の小中千昭が考案し、渡辺けんじ・中鶴勝祥・荒牧伸志がデザインを担当した。

## 作品中でのデ・リーパー
デジモン誕生以前から存在する増えすぎたデジモンを消し去る単純で原始的なプログラムであり、デジタルワールドの四聖獣の領域のさらに深部で眠りについていたが、人間やデジモンの行動を学習して進歩し、デジモンたちの進化により活性化しデジタルワールドを浸食し始める。基本的には赤い不定形の泡のような形態をとり、触れたデータを消去してしまう能力を持つ。デジタルワールドでは赤い泡状で、数日でデジタルワールドの半分を消去し、四聖獣のスーツェーモンを撃墜した。
元々プログラム的な存在なのでデジモンの力では対抗できても根絶することは出来ない、デジモンの天敵と言って相応しい相手。デ・リーパーが攻撃や偵察に用いるエージェント・デ・リーパーは中級クラスでさえ完全体クラスのデジモンが歯が立たないほどの戦闘力を持ち、 最上級クラスだと究極体をも圧倒する。そのためデジタルワールドでは無類の強さを誇る。
レオモンを喪い強い負の感情を持つようになった加藤樹莉を介して現実世界へとやってきた後に、人間の感情を解析し進化。さらに現実世界への侵攻に伴いロードしたデジモンたちのデータを用いて有機生命体を消去させるために自らの手足となるべくエージェント・デ・リーパーたちを出現させ、人類の消去を実行しようとするが、ワイルドパンチのアリ地獄作戦とレッドカードにより初期化し再び眠りについた。
ちなみにレッドカードとはデ・リーパーゾーンでの姿を維持出来ない究極体達が活動出来るため水野が開発した物である。このカードをデジヴァイスにスラッシュするとデジモンの体が超流動体になるが、水野がデジモンと人間のハイブリッドを計算出来ずにジェンに渡してしまったため、本来なら予想していたデジモンと子供たちの別れが予想より早くなってしまった。

## エージェント・デ・リーパー（ADR）
本来不定形であるデ・リーパーがリアルワールドに侵食した際、データではない「生命体」を排除するため、デジタルワールドで消去したデジモンのデータから有線端末を作り出した。攻撃や偵察のために出現させる大小様々な「肉体」。それぞれのエージェントは本体から伸びたコードで繋がっており、単一の意思を共有している。
ADR-01=ジュリタイプ
樹莉のデータをコピーしたデ・リーパーで、デ・リーパーゾーンの中にいた。
- タイプ/諜報タイプ
- 必殺技/α崩壊弾
- 得意技/マインドスキャン

ADR-02=サーチャー
新宿のビルに群がっていた偵察用のデ・リーパーで、腹部に高速回転するカッターを持つ。
- タイプ/情報収集タイプ
- 必殺技/獄門蝶の羽音
- 得意技/ジャミングヘルツ

ADR-03=ペンデュラムフィート
- タイプ/対空攻撃タイプ
- 必殺技/鳳仙花
- 得意技/シャドウシックル

ADR-04=バブルス
4本の腕の膨らんだ先が破裂することで、エネルギー弾が飛び出す。ADR-05を援護する。
- タイプ/対地戦闘タイプ
- 必殺技/35mmα崩壊速射砲
- 得意技/エネルギーボム

ADR-05=クリープハンズ
地上を巨大な腕ではいずり、ワイヤーのように腕を伸ばして敵を叩き潰す。
- タイプ/格闘タイプ
- 必殺技/螺旋の鞭腕
- 得意技/スクイーズパイン

ADR-06=ホーンストライカー
- タイプ/武将タイプ
- 必殺技/円月蹴り
- 得意技/ボールディブロー

ADR-07=パラティスヘッド
- タイプ/威力偵察タイプ
- 必殺技/虚撃の口弾
- 得意技/メビウスバイト

ADR-08=オプティマイザー
- タイプ/母船タイプ
- 必殺技/46cmα崩壊砲
- 得意技/ミョルニルサンダー

ADR-09=ゲートキーパー
新宿都庁の最上部を巨大なドーナツのように取り囲んでいる。ミサイルのように円盤部分に付いた四角形の翼を飛ばす。クルモンと樹莉をバリアに閉じ込めるが、グラニのユゴス砲によってバリアを吹き飛ばされる。
- タイプ/拠点防衛タイプ
- 必殺技/アクティブウィング
- 得意技/35mmα崩壊速射砲

リーパー
無数のケーブルで出来た体を持ち、死神の鎌を振り下ろす。
- タイプ/能力統合タイプ
- 必殺技/死神の鎌
- 得意技/α崩壊弾

マザー デ・リーパー
デ・リーパーの最終形態。全高は700m以上あり、不気味な女神のような姿をしている。
- タイプ/能力統合タイプ
- 必殺技/錆滅の波動
- 得意技/175mmα崩壊弾